# Rainer Roscher
Rainer Roscher (* 27. November 1924 in Seifhennersdorf; † 19. September 2017) war ein deutscher Volksschul-Lehrer, Autor, Chorleiter, Kantor und Organist sowie Komponist.

## Leben
Rainer Roscher wurde zur Zeit der Weimarer Republik 1924 in dem kleinen Ort Seifhennersdorf in der Oberlausitz geboren. Etwa zu Beginn der Zeit des Nationalsozialismus zog der Schüler mit seinen Eltern für kurze Zeit erst nach Gotha, dann nach Berlin.
Im Zweiten Weltkrieg wurde Roscher im Jahr 1941 als 17-Jähriger zur Wehrmacht eingezogen und bald darauf bei der Luftwaffe als Bordmechaniker einer hauptsächlich als Nachtjäger verwendeten Junkers Ju 88 eingesetzt. Da die deutschen Flieger gegen Ende des Krieges „aufgrund von Spritmangel nicht mehr so hoch fliegen [konnten] wie die Engländer“, wurde Roscher zu den Fallschirmjägern versetzt und musste infanteristisch im Harz kämpfen. Dort gelangte er durch die Streitkräfte der Vereinigten Staaten von Amerika in Kriegsgefangenschaft. Unterdessen hatten Roschers Eltern wegen der Luftangriffe der Alliierten auf Berlin die damalige Reichshauptstadt verlassen, ohne dass Rainer Roscher Nachricht über ihren Aufenthaltsort hatte. So arbeitete er nach seiner Entlassung aus der Gefangenschaft im Juni 1945 zunächst 6 Monate bei einem Bauern in der Nähe von Bad Hersfeld, bevor er seine Eltern im Kreis Stralsund ausfindig machen und zu ihnen ziehen konnte.
Noch zur Zeit der Sowjetischen Besatzungszone heiratete Rainer Roscher am 3. März 1946 seine Verlobte Ilse, die ihm 2 Jahre später eine Tochter und – ebenfalls 1948 – einen Sohn gebar. In der Deutschen Demokratischen Republik begann Roscher sein Studium für das Lehramt, durfte aber schon nach zwei Semestern als Lehrer an einer Volksschule unterrichten. Erst später studierte er in Berlin zwei weitere Semester das Fach Musik, floh dann jedoch nach West-Berlin, wo er lediglich in einem Flüchtlingslager unterkommen konnte. Schließlich fand er in Westdeutschland, in der Bundesrepublik Deutschland, eine auf 6 Monate befristete Stelle als Lehrer in Bissendorf in Niedersachsen nördlich von Hannover. Allerdings musste er weitere Ausbildungen und Prüfungen durchlaufen, bevor er 1961 im Alter von 36 Jahren eine unbefristete Anstellung als Lehrer an der Volksschule Bissendorf erhielt. Dort unterrichtete er – kurzzeitig unterbrochen von der Beschäftigung als Musiklehrer in der Realschule Bissendorf – bis zu seiner Pensionierung im Jahr 1986.

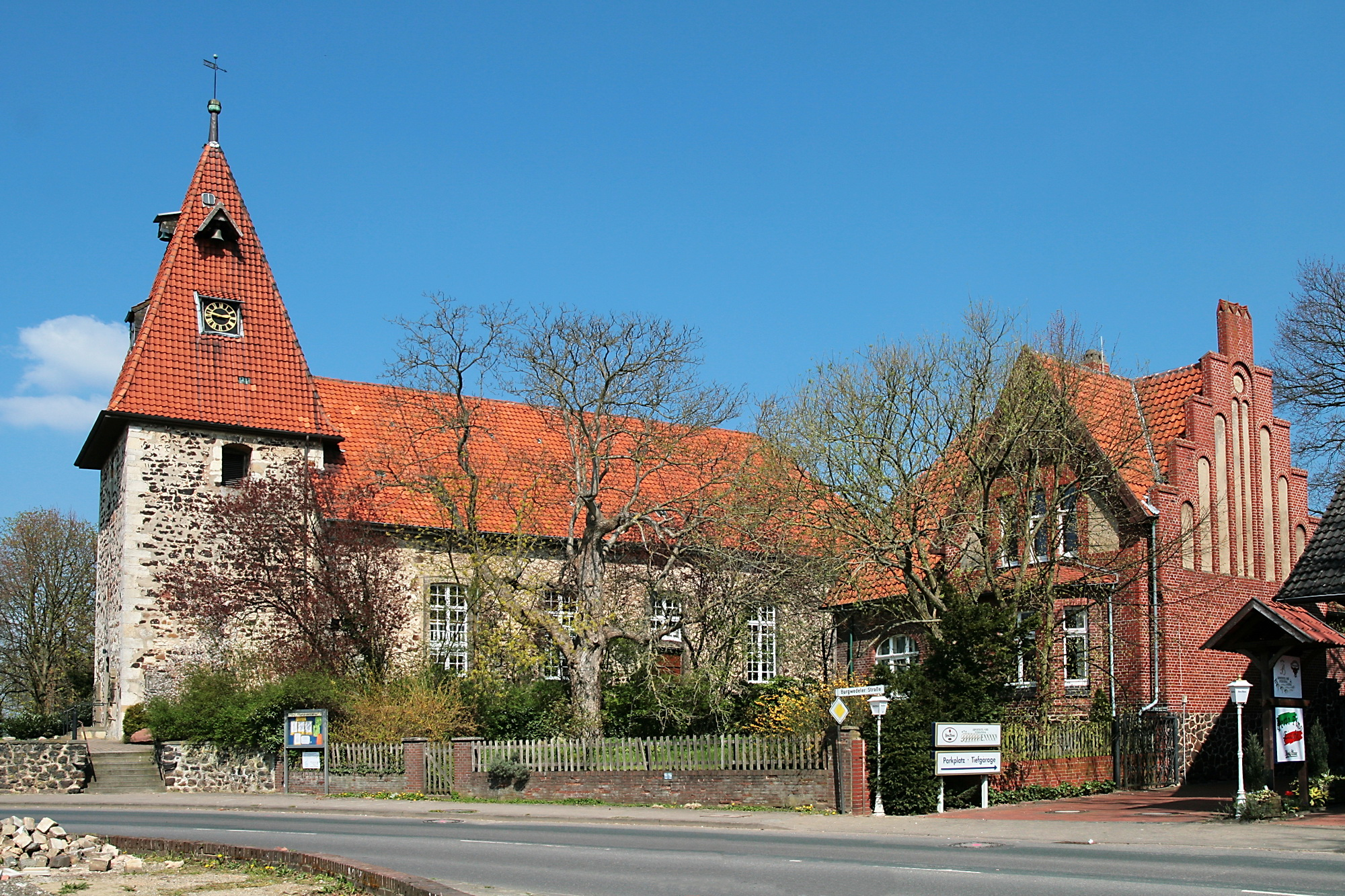
Die St.-Michaelis-Kirche in Bissendorf war jahrzehntelang Wirkungsstätte des Lehrers, Chorleiters, Kantors und Organisten

Ebenfalls 1961 gründete Rainer Roscher eine Schüler-Musikgruppe und begann im selben Jahr das Spiel auf der Orgel zu erlernen. Neben seiner Lehrtätigkeit wirkte Roscher ab 1963 und bis 1999 sowohl als Kantor als auch als Organist der evangelisch-lutherischen Kirchengemeinde St. Michaelis in Bissendorf. In diesen Jahren begleitete er beispielsweise Gottesdienste oder Trauerfeiern musikalisch. Mit seinen Kursen „Musik hören und verstehen“ brachte er Interessierten die unterschiedlichen Stilrichtungen und Epochen der Musik nahe. Für gemischte oder Männerchöre komponierte er 1967 seine Frohe Runde .... Roscher leitete den Bissendorfer Chor sowie Kinderchöre in Bissendorf und in Mellendorf. Mit dem von ihm geleiteten Männerchor in Hannover besuchte er Rom und sang 1988 vor Papst Johannes Paul II. im Petersdom.
Rainer Roscher war Mitglied und später langjähriges Ehrenmitglied im Kreis-Chorverband Hannover, wirkte als Kreis-Chorleiter und organisierte verschiedene Chorfeste.
Neben einer „Musikfibel“ für Laienchöre veröffentlichte der ehemalige Deutschlehrer 1996 als Koautor die Bissendorfer „Döneken“. 2013 erschien im Selbstverlag seine autobiographisch geprägte Schrift „Komm gut Heim“.
„Für seinen Einsatz im Chorwesen“ wurde Rainer Roscher 1999 durch den Niedersächsischen Ministerpräsidenten mit der Verleihung des Niedersächsischen Verdienstordens am Bande ausgezeichnet.
Der Autor von „Komm gut Heim“ wurde am 29. September 2017 von der Friedhofskapelle in Bissendorf aus bestattet.

## Werke (Auswahl)

### Schriften
- Frohe Runde. Wenn die Gläser klingen / Worte und Musik von Rainer Roscher:
  - (= Chorblattreihe Robitschek, 469), für 4-stimmigen gemischten Chor, Wien; Wiesbaden: Robitschek, 1967
  - (= Chorblattreihe Robitschek, 284), für 4-stimmigen Männerchor, Wien; Wiesbaden: Robitschek, 1967
- Musik-Fibel für Laienchorsänger von Rainer Roscher, 1980[1]
- Rainer Roscher, Cord Knibbe (Hrsg.): Döneken. Sach- und Lachgeschichten aus Bissendorf und Umgebung. Anekdoten, Gedichte, Lieder und Bilder, zweite, erweiterte Auflage, 244 Seiten, Bissendorf: Knibbe & Roscher, 1998; als PDF-Dokument von der Seite wedemark-chroniken.de
- „Komm gut Heim“ – eine Biographie, 2013[1]

### Tonträger
- 1969: Kein schöner Land in dieser Zeit, Gemischter Chor Bissendorf und Volksmusikgruppe Bissendorf unter der Leitung von Rainer Roscher,  12 Zoll Vinyl Langspiel-Schallplatte in einer deutschen Pressung (Teldec TST 76 516), Bildhülle mit einer Ansicht auf die Bissendorfer Kirche und umgebende Fachwerkhäuser in einem Linolschnitt und der Künstlersignatur „Grewe-W.“